# جون غارسيا (عالم نفس)
جون غارسيا (بالإنجليزية: John Garcia)‏ هو عالم نفس أمريكي، ولد في 12 يونيو 1917، وتوفي في 12 أكتوبر 2012.